# Mondial (bokförlag)
Mondial är ett svenskt bokförlag grundat 2017 av förläggarna Simon Brouwers och Olle Grundin. Förlaget är allmänutgivande med tonvikt på facklitteratur och ger ut cirka sextio titlar per år. Mondial raknas årligen bland de tjugo största förlagen i Sverige (plats 14, 2024), enligt tidningen Svensk Bokhandel. Förlaget har sina lokaler i Södra Kungstornet, beläget på Kungsgatan 33 i Stockholm.

## Uppmärksammanden
Mondial har bland annat uppmärksammats efter att ha gett ut journalisten Ann Törnkvists bok Följ fucking order: liv och död i skuggan av Södertäljemaffian (2018). Boken var planerad att komma ut på Brombergs förlag, som dock valde att dra tillbaka utgivningen efter att Törnkvist hotats av företrädare för Södertäljenätverket.

## Utmärkelser
Våren 2020 gav Mondial ut Johanna Bäckström Lernebys bok Familjen som hyllades av Maria Schottenius i Dagens Nyheter och blev en återkommande referenspunkt i debatten om organiserad brottslighet och klanstrukturer. Boken nominerades till Augustpriset i fackboksklassen, och till Stora journalistpriset i kategorin Årets röst.

## Författare (i urval)
- Anders Borg
- Johanna Bäckström Lerneby (Familjen, 2020)
- Johan Croneman
- Malcolm Gladwell
- Stephen Hawking
- Josefin Johansson
- Lina Makboul – (Revolutionens första offer, 2023)
- Katrine Marçal
- Erik Niva och Martin Mutumba
- Kajsa Norman (En alldeles svensk historia, 2019)
- Jordan B. Peterson
- Thomas Piketty
- Diamant Salihu
- Ola Sandstig (De apatiska barnen: och samhället som svek, 2020)
- David Sedaris
- Timothy Snyder
- Gunhild Stordalen
- Ann Törnkvist (Följ fucking order: liv och död i skuggan av Södertäljemaffian, 2018)
- Nina Åkestam